# 对艾滋病人的歧视
对艾滋病或艾滋病患者的歧视是指对艾滋病患者抱有偏见、恐惧、排斥和污名化。边缘化的群体，如LGBT社群成员、静脉注射吸毒者和性工作者，最容易受到艾滋病的歧视。对艾滋病人歧视所造成的后果相当严重，这会严重阻碍全世界对艾滋病的筛查和护理。此外，这些负面的歧视还被用于反对LGBT社群。